# 菅原道長
菅原 道長（すがわら の みちなが、生没年不詳）は、奈良時代の貴族。氏姓は土師宿禰のち菅原宿禰、菅原朝臣。菅原古人の子か。官位は従五位下・山城介。

## 経歴
淳仁朝の天平宝字5年（761年）摂津少属の官職を帯びていた記録がある。
天応元年（781年）4月に桓武天皇の即位にともない、和国守・武生鳥守らとともに外従五位下に昇叙している。同年6月、同族の土師古人ら一族15名とともに、居住地の大和国添下郡菅原邑に因んで菅原宿禰に改姓する。延暦9年（790年）12月に秋篠安人とともに宿禰姓から朝臣姓に改姓し、翌延暦10年（790年）正月に秋篠安人とともに内位の従五位下に叙せられている。また、時期は不明ながら山城介を務めた。

## 備考
『万葉集』巻第十七に収録されている
は「史生土師宿禰道良」の歌だが、この「道良」は「道長」のことではないか、とも言われている（「道良」は「みちなが」とも読めるため）。

## 官歴
注記のないものは『続日本紀』による。
- 時期不詳：正七位上
- 天平宝字5年（761年） 1月28日：見摂津少属[2]
- 時期不詳：正六位上
- 天応元年（781年） 4月15日：外従五位下。6月25日：土師宿禰姓から菅原宿禰姓に改姓
- 延暦9年（790年） 12月30日：宿禰姓から朝臣姓に改姓
- 延暦10年（790年） 1月7日：従五位下（内位）
- 時期不詳：山城介[3]

## 系譜
- 父：菅原古人[4]
- 母：不詳